# Gaspare Oliverio

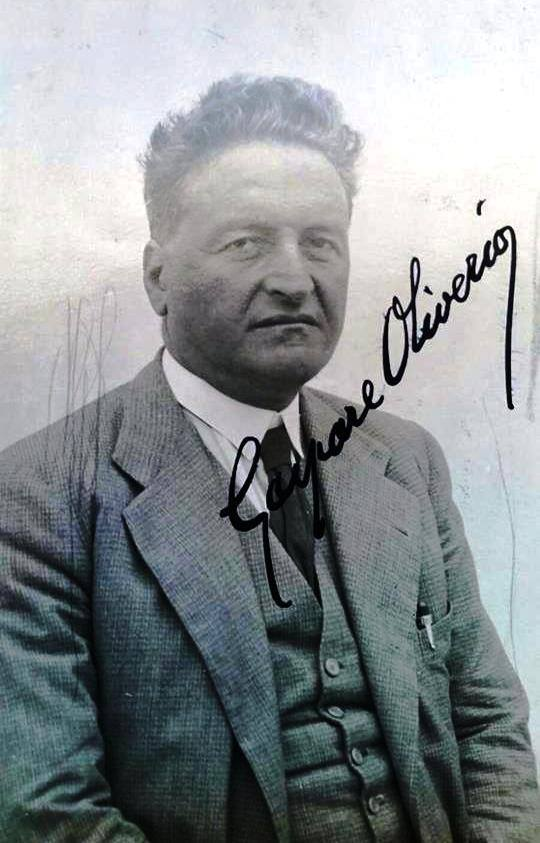
Gaspare Oliverio

Gaspare Oliverio (* 5. Oktober 1887 in San Giovanni in Fiore, Kalabrien; † 5. Januar 1956 in Locri) war ein italienischer Archäologe.

## Leben
Er studierte an der Universität Neapel. 1913 wurde er Stipendiat an der Scuola Archeologica Italiana di Atene und forschte auf Kreta. 1914 wurde er Inspektor der Antiken in der Kyrenaika, von 1923 bis 1925 und von 1926 bis 1936 war er Soprintendente der Antiken in der Kyrenaika. In dieser Zeit arbeitete er vor allem in Kyrene. 1933 wurde er Privatdozent, im Dezember 1933 außerordentlicher Professor für Klassische Archäologie an der Universität Florenz, 1935 wechselte er als ordentlicher Professor an die Universität Rom.